# Laba Sosseh
Laba Sosseh ou Labah Sosseh, né le 12 mars 1943 à Bathurst en Gambie, et mort le 20 septembre 2007 à Dakar, est un chanteur et compositeur de son et de salsa sénégalais d'origine gambienne. Se définissant de son vivant le « chanteur sénégambien », il est le premier disque d'or africain.

## Vie et famille
Sosseh, un griot, est né à Bathurst (aujourd'hui Banjul, Gambie) le 12 mars 1943. Par sa mère Aji Mariama Mbaye, communément appelée Aja Jankey Mbaye, il est lié au musicien sénégambien Musa Ngum ( en ) et à l'historien gambien Alieu Ebrima Cham Joof. Par son père Dembo Corah Sosseh (ou Dembo Kura Sosseh), il est lié à Alieu Ebrima Cham Joof par la famille Sosseh—Joof. Son grand-père maternel Tafsir Demba Njange Mbaye (ou Tafsir Demba Mbaye/Mbye), était un chef religieux musulman du début du XXe siècle à Banjul et imam de la mosquée locale de Half-Die, en Banjul. Il y a une rue nommée d'après Tafsir Demba à Banjul. Comme son cousin Musa Ngum, il était ethniquement sérère mais chantait parfois en wolof. Ses ancêtres venaient du royaume précolonial sérère du Saloum et de Banjul, en Gambie,. Sa mère est née en Gambie mais trace une descendance patrilinéaire à Kaymor qui faisait alors partie du Royaume du Saloum, maintenant partie du Sénégal moderne. Son père est né au Sénégal. Sosseh était le seul enfant de sa mère,,.
Les enfants de Sosseh comprennent: Denzy Sosseh (un artiste, chanteur, auteur-compositeur et compositeur), Demba Said Sosseh et Koumba Sosseh.

## Biographie
Il est l'un des premiers sénégambiens à populariser les rythmes cubains en Afrique, au début des années 1960. Il a commencé sa carrière à Banjul en Gambie avec l'African Jazz Band en 1963 ou en 1964. En 1968, il se rend au Sénégal. Installé à Dakar, il chante avec le Star Band et son saxophoniste Dexter Johnson. Après un premier succès (Seyni), les deux musiciens fondent le groupe Super Star, très populaire dans les années 1970.
Sa carrière solo, qu'il mène en parallèle, est tout aussi fructueuse. Le grand succès de la chanson Aminata, dont il enregistre de nombreuses versions, lui apporte une notoriété internationale et il s'installe à Abidjan. Il y fonde le Super Star International Band et collabore avec de nombreux musiciens internationaux.

## Discographie
- 1992 Laba Sosseh (SAR)
- 1995 Roberto Torres Presenta (SAR)
- 2001 El maestro [40 ans de Salsa] (Africa Productions)

### Source de la traduction
- (de) Cet article est partiellement ou en totalité issu de l’article de Wikipédia en allemand intitulé « Laba Sosseh » (voir la liste des auteurs).